# Pousthomy
 Pousthomy  (en occitano Postòmis) es una población y comuna francesa, situada en la región de Mediodía-Pirineos, departamento de Aveyron, en el distrito de Millau y cantón de Saint-Sernin-sur-Rance.

## Demografía
| 431 | 389 | 282 | 242 | 199 | 186 |
| Para los censos de 1962 a 1999 la población legal corresponde a la población sin duplicidades (Fuente: INSEE [Consultar]) |     |     |     |     |     |